# Toolchain
Toolchain, nell'informatica e in particolare con riferimento al software, è l'insieme dei programmi usati nello sviluppo di un prodotto, tipicamente un altro programma o sistema di programmi.
Tali strumenti possono essere utilizzati in catena, in modo tale che l'output di ciascun tool rappresenti l'input per il successivo, ma il termine è utilizzato in maniera più estesa per riferirsi, più in generale, a qualunque insieme di software di sviluppo collegato con un altro.
Un semplice esempio di toolchain per lo sviluppo del software è rappresentato da un editor di testo per l'inserimento del codice sorgente, un compilatore e un linker per la trasformazione del codice sorgente in programma eseguibile, e le librerie che forniscono l'interfaccia col sistema operativo. Un prodotto complesso, come ad esempio un videogame, necessita di tool per la preparazione di effetti sonori, musiche, texture, modelli tridimensionali, e animazioni, oltre a ulteriori tools per la combinazione di queste risorse nel prodotto finito.